# Erbland (Gummersbach)

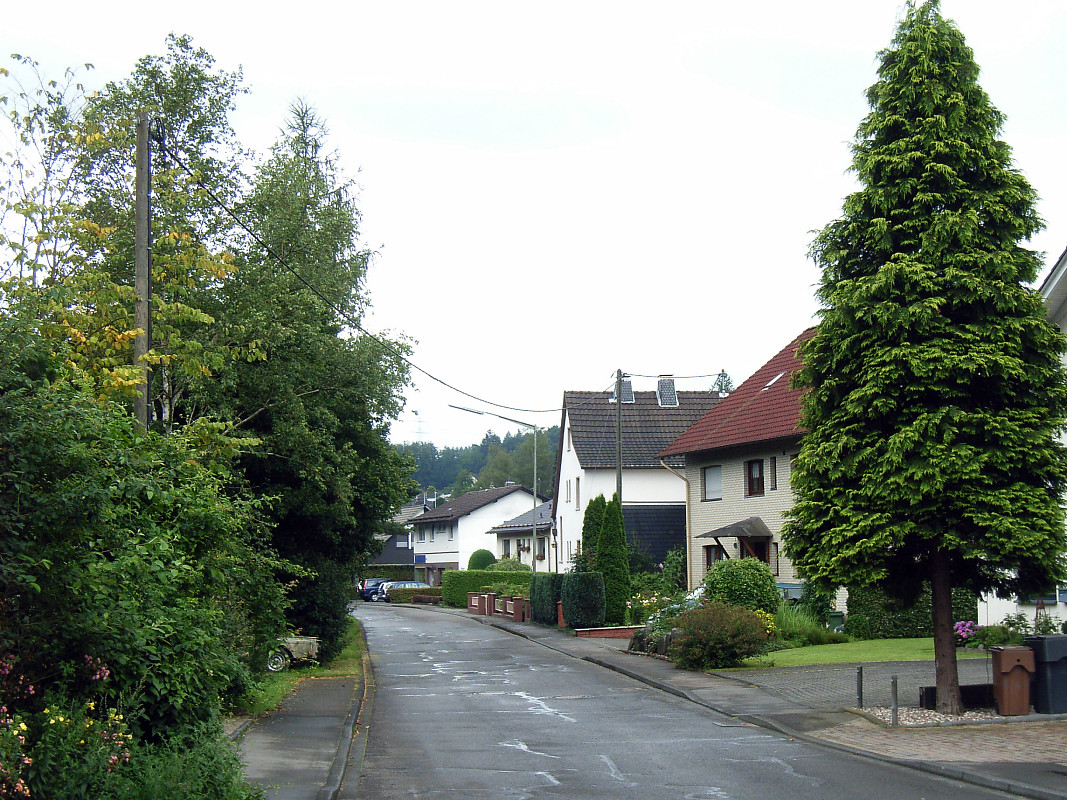
Szene in Erbland

Erbland ist ein Ortsteil von Gummersbach im Oberbergischen Kreis im südlichen Nordrhein-Westfalen, Deutschland.

## Geographie
Der Ort befindet sich westlich von Dieringhausen im Aggertal am linken Flussufer. Erbland hat Anbindung an die Bundesstraße 55, welche den Ort jedoch nicht unmittelbar tangiert. Das Stadtzentrum liegt knapp zehn Kilometer nordöstlich.

## Geschichte
1575 wurde der Ort als Erffland erstmals urkundlich auf der „Karte des bergischen Amtes Windeck und der Herrschaft Homburg“ von Arnold Mercator erwähnt.

## Vereine und Einrichtungen
- Dorf- und Sportgemeinschaft Erbland e. V.

## Verkehr
Der Ort ist nur mittelbar an den ÖPNV angeschlossen. Man erreicht ihn mit der Buslinie 310 (Gummersbach – Overath) jeweils über die Haltestelle Brunohl, ab dort etwa 1 km Fußweg.